# Ermenegilda Zucchini
Ermenegilda Zucchini-Majone, detta Gilda (Lugano, 1850 circa – Milano, 1924), è stata un'attrice teatrale italiana specializzata in ruoli comici. Ebbe una lunga carriera come attrice e, sul finire dell'attività, come caratterista.

## Biografia
Nacque a Lugano da padre francese naturalizzato svizzero e da madre svizzera e si trasferì da bambina a Milano dove trascorse l'infanzia e la giovinezza. Da tutti considerata milanese nonostante la nascita forestiera, ebbe sin da piccola una passione per le scene che coltivò alla Filodrammatica sotto il maestro Giovanni Ventura. La sua carriera fu spesso oggetto di rovesci professionali; nel 1869-1870 con la compagnia Dondini, Ciotti e Lavaggi recitò, applauditissima, nella parte dell'amorosa nella commedia, che fu un fiasco, I matrimoni di Laurati; nel triennio successivo fu prima attrice giovane con Alamanno Morelli: nel 1871 sposò l'attore ventisettenne Domenico Majone, che la lasciò prematuramente vedova l'anno successivo. La drammatica perdita del marito la spinse quasi a lasciare le scene, ma tornò sul palcoscenico in Inghilterra nell'autunno del 1873 con la celebre Adelaide Ristori; nel 1874-1875 fu prima donna con la Zampolli; l'aspetto fisico forte e sviluppato non la aiutò, nonostante i suoi pregi artistici, a impersonare i ruoli sentimentali e romantici che doveva interpretare, tuttavia proseguì in quel ruolo fino al 1894 lavorando con Salvinetto, Majeroni e con Dandini, Dominici e Giovanni Arrighi. Nel 1895 fu colpita da una grave forma di tifo e, rimessasi, ricoprì parti principali con Giovanni Emanuel che la indirizzò verso le parti di madre e caratteristica. Con la morte della madre e per rovesci economici si adattò al ruolo di vecchia scritturandosi per diverse compagnie. Nel triennio fra il 1906 e il 1908 recitò con la compagnia di Virgilio Talli e Re Riccardi. Dopo un lungo periodo lontana dalle scene nel 1921 ottenne di nuovo grande successo nella compagnia in dialetto milanese La Lombarda per poi ritirarsi definitivamente.